# Kanathea Island
Kanathea Island är en ö i Fiji. Den ligger i den västra delen av landet, 270 km väster om huvudstaden Suva. Arean är 13,1 kvadratkilometer.
Terrängen på Kanathea Island är lite kuperad. Öns högsta punkt är 240 meter över havet. Den sträcker sig 4,2 kilometer i nord-sydlig riktning, och 4,2 kilometer i öst-västlig riktning.